# Radovan Karadžić
Radovan Karadžić (serbisk kyrilliska: Радован Караџић), född 19 juni 1945 i Petnjica, Šavnik, Montenegro, dåvarande Jugoslavien, är en serbisk före detta politiker, psykiater, poet och dömd krigsförbrytare.
Den 21 juli 2008 rapporterade regeringskällor att Karadžić arresterats i Serbien och förts till Belgrads krigsförbrytardomstol. Karadžić har sedan år 1995 varit anklagad för krigsförbrytelser och var fram till gripandet efterlyst av Internationella krigsförbrytartribunalen för det forna Jugoslavien i Haag, Nederländerna. USA utfärdade en belöning på 5 miljoner dollar för Karadžics och Ratko Mladićs gripande. Den 24 mars 2016 dömdes han till 40 års fängelse för folkmord i Srebrenica, krigsbrott samt brott mot mänskligheten av krigsförbrytartribunalen i Haag.

## Biografi

### Ungdom
Karadžić föddes i Petnjica i närheten av Šavnik i dåvarande Socialistiska republiken Montenegro i Socialistiska federativa republiken Jugoslavien. Hans far Vuko, som satt i fängelse större delen av sonens uppväxt, hade varit medlem av Chetniks, det vill säga resterna av Kungariket Jugoslaviens armé. Efter avslutad skolgång flyttade Karadžić till Sarajevo där han studerade medicin och psykologi. Ett tag arbetade han extra som läkare åt Sarajevos fotbollslag. Under 1974 och 1975 tillbringade han ett år vid Columbia University i New York. Efter att ha återvänt till Jugoslavien arbetade han på sjukhuset i Sarajevos stadsdel Koševo. Han blev också poet, influerad av den serbiske författaren Dobrica Ćosić, vilken var en hårdför serbisk nationalist och under några år på 1990-talet president över delar av Restjugoslavien. Ćosić uppmuntrade Karadžić att ta steget in i politiken.

### Ekonomiska brott

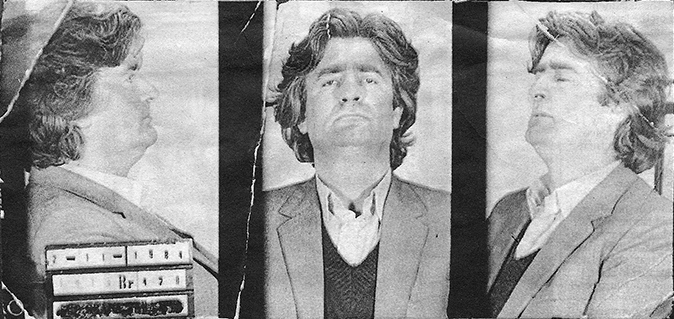
Polisfotografier från november 1984.

I början av 1983 fick Karadžić en tjänst på ett sjukhus i Belgradförorten Vozdovac. Familjen ville inte flytta från Sarajevo så Karadzic veckopendlade mellan Belgrad och Sarajevo. Den 1 november 1984 häktades Karadžić och anklagades för att ha förskingrat sjukhusets pengar. Pengarna skulle ha använts för byggandet av ett fritidshus i den bosniska byn Pale i närheten av Sarajevo. Efter 11 månader i fängelset släpptes han i brist på bevis. Kort därefter väckte även domstolen i Sarajevo ett annat förskingringsåtal mot Karadžić och 26 september 1985 dömdes han till 3 års fängelse för förskingring av statliga medel.

### Krigsbrott
Karadžić var ledare för de bosnienserbiska ultranationalisterna under Bosnienkriget och för den serbiska utbrytarregionen Republika Srpska. Han avgick från den posten 1996 efter förlusten i Operation Storm och att Nato inledde bombningar av Republika Srpska. Han misstänks vara skyldig till organiserandet av etnisk rensning och folkmord riktat mot bosniaker i Bosnien, bland annat i staden Srebrenica (Srebrenicamassakern) där omkring 8 000 bosniaker mördades i juli 1995 av serbisk militär under ledning av generalen Ratko Mladić, befälhavare för de bosnienserbiska styrkorna.

### På flykt
Karadžić höll sig mellan 1996 och 2008 undan Internationella krigsförbrytartribunalen för det forna Jugoslavien (ICTY). Under sin flykt anlade Karadžić ett stort och långt skägg för att dölja sin identitet och kallade sig för ”Doktor Dragan ’David’ Dabic”, hade en egen hemsida under sin falska identitet och ska ha arbetat med alternativmedicin i Belgrad, men även i Italien och Österrike; hans fokus låg på meditation, kinesiska örter och andlig rening.
Karadžićs falska identitet var välplanerad; bland annat påstods Dragan Dabic ha fått sin läkarutbildning i Moskva, sedermera rest i både Kina och Japan för att till slut hamna i Serbien, där han blev en av Balkans ledande specialister på makrobiotisk kost och annan alternativmedicin. Han blev också med tiden en populär skribent för hälsotidskrifter. Karadžić tros även ha haft en falsk kroatisk identitet och då kallat sig för Peter Glumac. Han ska vid ett helt annat tillfälle ha förhörts av österrikisk polis och visat upp ett kroatiskt pass.
Karadžić greps enligt sin advokat utan motstånd på en buss i Belgrad fredagen den 18 juli 2008 av serbisk säkerhetstjänst. Han fördes efter gripandet till krigsförbrytardomstolens kontor i Belgrad i väntan på utlämning till Haag och rättegång. Den 30 juli 2008 utlämnades Karadžić till Haag.
Filmen The Hunting Party är baserad på Karadžićs liv på flykt undan rättvisan.

### Rättegången i Haag
Karadžić åtalades för krigsförbrytelser under Bosnienkriget. Rättegången i Haag inleddes den 31 juli 2008 och Karadžić sade då att han inte ville ha någon försvarsadvokat utan företräda sig själv. Slutpläderingarna i målet inleddes den 29 september 2014. Den 24 mars 2016 dömdes han för folkmord, krigsbrott samt brott mot mänskligheten av internationella krigsförbrytartribunalen för det forna Jugoslavien med påföljden 40 års fängelse. Efter överklagande av domen skärptes straffet den 20 mars 2019 till livstids fängelse.